# Evelyn Sanguinetti
Evelyn Pacino Sanguinetti, née le 12 novembre 1970, est une femme politique américaine, membre du Parti républicain. Elle est lieutenant-gouverneur de l'Illinois au côté du gouverneur Bruce Rauner de 2015 à 2019.